# Kvindernes Bygning (København)
 For alternative betydninger, se Kvindernes Bygning. (Se også artikler, som begynder med Kvindernes Bygning)
Kvindernes Bygning i København indviedes den 30. november 1936 på adressen Niels Hemmingsens Gade 8-10, lige over for Helligåndskirken. Det er den bygning, som repræsentantskabet for "Kvindernes Bygning" havde planlagt siden 1895. Huset er tegnet af arkitekten Ragna Grubb (1903-1961) i funktionalistisk stil og opført i jernbeton. Da Ragna Grubb vandt arkitektkonkurrencen om Kvindernes Bygning, etablerede hun som en af landets første kvindelige arkitekter egen tegnestue. Oprindeligt indeholdt bygningen hotel (Hotel "Cecil"), restaurant ("Karnappen"), butikker og lejemål til kvindelige foreninger.
Bygningen rummer den dag i dag forskellige lejemål og sikrer, som oprindeligt vedtaget, kvindeforeninger lokaler og adgang til mødesal. Den ældste lejer er Dansk Kvindesamfund. Der er siden 2006 etableret mulighed for enkelte lokaler til kvindelige forskere i bygningen, de såkaldte "Emma Gad-lokaler".

## Historien
Bygningen blev nok indviet i 1936; men idéen om en Kvindernes Bygning opstod 40 år tidligere: i 1895 i forbindelse med Kvindernes Udstilling fra Fortid og Nutid. På et møde den 5. december 1895 vedtog Udstillingskomitéen, at overskuddet på godt 13.000 kr. skulle anvendes på den måde, som udstillingens vicepræsident Emma Gad formulerede i sit forslag. Hun foreslog at anvende beløbet som startkapital til at opføre en "Kvindernes Bygning": "en slags permanent Udstilling af Kvindearbejde paa en smuk og befærdet Plads i Hovedstaden", som hun formulerede det.
Det første møde om den kommende bygning fandt sted den 9. januar 1896. Medlemmer af udstillingskomitéen var trådt sammen i Kvindernes Bygnings Repræsentantskab, med medlemmer fra også Færøerne og Dansk Vestindien. Der blev nedsat et lovudvalg og valgt en bestyrelse. Desuden drøftedes, hvilke tiltag man skulle iværksætte for at skaffe den fornødne økonomi til at købe grund og bygge en ejendom for.

### Nationalsubskription
Man vedtog at igangsætte en omfattende "Nationalsubskription" med et månedligt bidrag på 25 øre. Alle i hele landet kunne deltage, for Kvindernes Bygning blev præsenteret som et landsforetagende.

### Gadeplakat
Maleren Suzette C. Holten, f. Skovgaard (1863-1937) blev engageret til at komponere en såkaldt gadeplakat, der skulle reklamere for 25-øres subskriptionen. Suzette Holten havde stået for det overordnede design på Kvindernes Udstilling fra Fortid og Nutid. Nu fik hun til opgave i billedsprog at samle og formulere alle kræfterne og tankerne bag en kvindernes bygning. Plakaten er enkel, men stærkt virkende, med Løvetanden, eller Mælkebøtten, som den samlende midterfigur. Mælkebøtten var blevet valgt som vartegn for Kvindernes Bygning og er det den dag i dag. Suzette Holten tegnede desuden en lille vignet, som placeredes øverst på plakaten. Vignetten forestiller to knælende kvinder foran den opgående sol (som også anvendtes tidligere af Suzette Holten, som anvendte dette motiv i nogle af sine udsmykninger til Kvindernes Udstilling). Den ene kvinde bærer mursten på ryggen; den anden er i færd med at bygge.

### Fingerbøl
Samme vignet blev anvendt i et sølvfingerbøl, som solgtes for 10 øre pr. stk. til fordel for indsamlingen. Den senere kasserer for Kvindernes Bygning, Marie Illum, som var gift med ejeren af stormagasinet Illum, A. C. Illum, formåede, at fingerbøllene blev fremstillet og solgt fra stormagasinet. Fingerbøllet bar udover vignetten inskriptionerne "Kvindernes Bygning" og "A.C. Illum".

### Bogmærke og platte
Emma Gads yngste søn, Peter Urban Gad (1879-1947), var den kreative af hendes to sønner. Han hjalp som ung til ved nogle af moderens projekter og udførte dekorationstegninger. Peter Urban Gad tegnede et bogmærke, som blev reproduceret i 25.000 eksemplarer og udsendt som reklame for Kvindernes Bygning, ved velvilje fra direktør Ernst Boysen.
En platte fra Den Kongelige Porcelainsfabrik, tegnet af maleren Marianne Høst (1865-1943) skulle sælges til fordel for bygningen fra 1896-1900, som var det årstal, hvor man regnede med, at byggesummen ville være i hus takket være alle de tiltag, der var iværksat. Marianne Høsts platte viser to tårne foran en opgående sol med kraftige stråler. Bogstaverne K B (som Kvindernes Bygning) udgør plattens midte, og nedenunder vises årstallene 1896 og 1900: indsamlingsårstallene. Den blev fremstillet i 1200 eksemplarer og var udsolgt allerede ved årets udgang.

### Orkidéudstilling og lotteri
På et repræsentantskabsmøde i 1897 blev overskuddet på 853 kr. fra en afholdt orkidéudstilling overrakt til forkvinden. Anvendelsen af beløbet var der diskussion om, og enden på det blev, at beløbet blev brugt som grundkapital til oprettelsen af foreningen "Kvindernes Handels- og Kontoristforening", som fik navnet "Hegnet". Emma Gad stod i spidsen for også dette initiativ, sammen med komitéen.
Et lotteri blev med ministeriel tilladelse afholdt til fordel for bygningen, og det gav et overskud på 11.000 kr.

### Forhandlinger om det kommende byggeri og dets placering
I december 1900 afholdtes et offentligt møde med henblik på at takke bidragydere og give en redegørelse for status for bygningens økonomi. Alt i alt, med fradrag af driftsomkostningerne i de forløbne år og med de indvundne renter, var beløbet nu vokset til ca. 74.000 kr.
De kommende årtier deltog skiftende bestyrelser med skiftende forkvinder i omfattende forhandlinger om placering for byggeriet, eventuelle køb af ejendomme m.v. Forfatteren Gyrithe Lemche, valgt i  1916, blev den længst siddende forkvinde.
Den 29. april 1929 vedtoges at købe ejendommene i Niels Hemmingsens Gade til en købesum af 512.119 kr.

## Arkitektur
Bestyrelsen for Kvindernes Bygning indbød 1934 en række kvindelige arkitekter til at udforme forslag til en bygning, placeret på Niels Hemmingsens Gade. Censorerne blev udvalgt i samarbejde med Akademisk Arkitektforening. Der indkom ni forslag, som alle blev udstillet i Akademiets Festsal på Charlottenborg. 1. præmien tilfaldt den 31-årige Ragna Grubb, som var nyuddannet fra Kunstakademiets Arkitektskole.
Der var rejsegilde på bygningen den 9. januar 1936. Ragna Grubb holdt ifølge Socialdemokraten "en ganske fortræffelig Tale om sin egen og de mange Medarbejderes Tro og Haab til, at Arbejdet blev udført, så det tjente dansk Haandværk til Ære". I sit byggeri skulle havde hun skullet materialisere bygherrens idé som det givne, dvs. en videreførelse af Emma Gads tidlige idéer, tilføjet et hotel. Som kunsthistorikeren Kirsten Arkov fremstiller det: "Tidens modernistiske arkitektur og de nye byggetekniske fremskridt gav nu nogle helt nye muligheder for funktion og æstetik."
Et af de byggetekniske fremskridt var ventilationsteknikken. I Kvindernes Bygning anvendte Ragna Grubb i samarbejde med ingeniøren Ernst Ishøy det i Danmark temmelig ukendte Carrier-luftbehandlingsanlæg til luftfornyelse og varme. Dette anlæg benyttede, som Ragna Grubb sagde det: " Overtryk i stedet for Undertryk, hvorved Træk undgaaes. Den Luft, der indblæses i Rummene, er renset, opvarmet og befugtet og reguleres ved fin Automatik".
Bygningens indre bestod af jernbeton og ny byggeteknik - men dens ydre bærer præg af Ragna Grubbs overvejelser af stedet og dets udfordringer, "ikke blot topografisk, arkitektonisk og æstetisk, men også i forhold til dets potentiale som et godt og tidssvarende opholdssted for bygningens brugere."

## Kunst
I sit forslag til en kvindernes bygning i 1885 nævnte Emma Gad begrebet kunst: Bygningens 2. og 3. sal skulle anvendes til kontorer "samt et Par Sale til permanent Udstilling af Kunst og Frembringelser fra andre Områder af Kvinders Arbejde", som hun formulerede det. I indvielsesåret 1936 tilbød Urban Gad at skænke bygningen en portrætbuste af Emma Gad. Busten i bronze var skabt af billedhuggeren Augusta Finne (1868-1951), og den blev opstillet ved indgangen til Kvindernes Bygning.
Ved byggeriets afslutning var der ikke penge til kunstnerisk udsmykning. Bestyrelsen henvendte sig efter et møde den 22. februar 1936 til Ny Carlsbergfondet om mulighed for en eventuel kunstnerisk udsmykning. Herfra fik man et imødekommende svar, nemlig tilbud om et vægtæppe "Dronningen af Saba". Kartonen til vævningen var tegnet af maleren Ebba Carstensen (1885-1967), og selve vævearbejdet var udført i 1934 af maleren og væveren Astrid Holm (1876-1937). I mange år prydede vægtæppet endevæggen i "Gobelinsalen" i restaurant Karnappen.
I 1938 henvendte bestyrelsen sig atter til Ny Carlsbergfondet, og atter imødekom fondet anmodningen, denne gang med et monumentalt maleri fra 1937 af maleren Christine Swane (1876-1960), med titlen "Udsigt, Tisvilde Hegn".
I 1937 skænkede formanden for Kvindelige Kunstneres Samfund, maleren Elisabeth Neckelmann (1884-1956) ti malerier til Kvindernes Bygning. Nogle af dem ophængtes i "Malerisalen" i restauranten, andre i festsalen. Ved restaureringen af maleriet af to gamle mennesker ved en kornmark opdagedes, at bagsiden af lærredet også indeholdt et maleri: Et portræt af fire børn i helfigur. Det besluttedes, at dette maleri nu skulle vende frem i lyset, og at børnenes identitet muligvis derved muligvis vil kunne påvises. Maleren Amalie Michaelsen (1888-1960) forærede bygningen sit maleri fra 1937: "Sneen køres bort fra Grønttorvet". Der afholdtes endvidere skiftende udstillinger af kvindelige kunstnere i de forskellige sale i bygningen. Blandt andre har maleren Anne Marie Telmányi (1893-1983) lånt billeder til ophængning.